# John William Trevan
John William Trevan (23 de julho de 1887 - 1956) foi um farmacologista britânico. Trevan aplicou a estatística em farmacologia e foi o primeiro a traçar uma curva de dose efetiva 50.